# Peñico
Peñico est un site précolombien situé au Pérou à environ 200 km au nord de Lima. Située à 600 m d'altitude et à 12 km de Caral-Supe. La découverte de cette ancienne cité de la culture de Caral, localisée sur un site de 22 hectares dans la province péruvienne de Huaura, au nord de la région de Lima, a été annoncée en juillet 2025 après huit années de recherches sur le site, dont la fondation est estimée entre 1800 et 1500 av. J.-C.

## Histoire
La cité aurait été fondée entre le XVIe et le XIXe siècle av. J.-C., vers la fin de la civilisation Caral-Supe. On pense que la cité était un carrefour commercial clé pour cette civilisation, car elle occupe une position stratégique pour les échanges entre les Andes, l'Amazonie et la côte Pacifique. L'archéologue Ruth Shady a dirigé les recherches sur Peñico après avoir dirigé les fouilles de Caral, une ville voisine considérée comme le centre de la même civilisation. Les chercheurs ont décrit la découverte de la cité comme essentielle à la compréhension du sort de la civilisation après son effondrement, attribué au changement climatique.
Au cours de huit années de recherche, 18 structures ont été mises au jour sur le site, dont des temples cérémoniels et des complexes résidentiels, ainsi que les murs d'une place centrale. À l'annonce de la découverte de la ville, le 3 juillet 2025, les archéologues ont également déclaré avoir découvert plusieurs artefacts à l'intérieur de ces bâtiments : des objets cérémoniels ; des sculptures en argile représentant des animaux et des humains ; et des colliers faits de perles et de coquillages. À l'intérieur d'une structure, nommée B1-B3, les archéologues ont découvert des outils cérémoniels, des sculptures en argile et des pututus (trompettes fabriquées à partir de coquillages de conque géante du Pacifique Est). Les chercheurs ont émis l'hypothèse que l'importance de la ville pourrait être due au commerce de l'hématite.